# Джордж Ванкувер
Джордж Ванкувер (англ. George Vancouver, 22 червня 1757 або 1758, Кінгс-Лінн, Норфолк — травень 1798, Річмонд-апон-Темз) — британський мореплавець і дослідник.

## Біографія
У віці 14 або 15 років влаштувався до англійського військового флоту на корабель капітана Джеймса Кука, взявши участь в другій (1772—1775) і третій (1776—1780) навколосвітніх подорожах відомого мореплавця. Брав участь в останній висадці Кука на Гавайські острови.
У 1791 році був призначений начальником великої морської експедиції на барку «Діскавері», який проводив картографічні і дослідницькі роботи в Тихому океані. Під командуванням Ванкувера були досліджені західний берег Південної Америки, Сандвічеві (пізніше — Гавайські) острови, але найвідоміші його дослідження тихоокеанського узбережжя Північної Америки і сусідніх островів між 39° і 51° північної широти на місці сучасних штатів Каліфорнія (північна частина), Орегон і Вашингтон, а також південній частині канадської провінції Британська Колумбія.
У 1792 році Джордж Ванкувер дослідив узбережжя від мису Мендосіно (39°20' пн.ш.) до протоки Хуан-де-Фука (48°30' с.ш.), а також побував у гирлі невідомої європейцям до того часу великої річки Колумбії. Пізніше він детально картографував острів, названий пізніше його ім'ям.
Повернувшись до Англії, з 1795 року до своєї смерті був зайнятий описом своєї подорожі, який вийшов під назвою:«Voyage of Discovery to the North Pacific Ocean» (Лондон, 1798).
Після смерті Джорджа Ванкувера в 1798 році цей звіт був істотно доповнений лейтенантом Пітером П'юджетом.
Ім'ям Джорджа Ванкувера названі міста в Канаді і США, а також великий острів у західного узбережжя Канади.

## Праці
- Voyage Of Discovery To The North Pacific Ocean, And Round The World In The Years 1791-95, by George Vancouver ISBN 0-7812-5100-1